# 蓝志一
蓝志一（1908年12月—1988年3月9日），江苏泰州人，基督徒，是基督教新教中国自立教会“地方教会”创始人倪柝声的同工之一，武汉地方教会的建立者，以凭信心开办孤兒院著称。1956年作为倪柝声反革命集团案”的骨干分子在上海被捕判刑。

## 早年
蓝志一出身贫寒，幼年时在外祖母家抚养。1920年，12岁的蓝志一在就读于私塾期间，接受了基督信仰。此举遭到反对，被迫辍学，成为一名鼎興碾米坊的學徒。1930年在阜宁县益林镇地方教会受浸。

## 开办孤儿院
1932年长江水灾之后，蓝志一受感动前往受灾严重的汉口，在小董家巷59號福音弄開辦了希伯崙信心孤兒院。这个孤儿院没有任何固定的经济来源，完全是蓝志一凭信心开办的。蓝志一是一个极其虔诚的基督徒，“一个活在膝盖上的基督徒”，经常与人一见面，不是先談話，而是先一同跪下禱告。1937年抗战爆发，孤儿人数增加，孤儿院也扩大到上百人。抗战期间，孤兒院多次迁址，1948年冬迁至湖南省慈利县，最后迁至苏州。1949年，蓝志一作为一名同工，参加了第二期鼓岭训练。1950年以后，由于环境变化，蓝志一結束了苏州孤兒院的工作。
汉口的地方教会由蓝志一建立。

## 在上海教会事奉
1951年，蓝志一到上海教会配搭事奉，成为1950年代初上海教会主要的同工之一，在同工中的分工是与张愚之多负讲台的责任，并担任上海福音书房会计。
1952年倪柝声被捕后，上海地方教会的同工在对是否参加三自的态度上分为两派：李渊如、汪佩真、张愚之、蓝志一等同工反对加入三自组织，而唐守临主张加入三自。蓝志一不准上海地方教会派代表出席1955年上海市基督教三自爱国运动第一届代表会议。

## 长期被囚
1956年1月29日夜，大批公安人员封锁铜仁路文德里，逮捕住在这条弄堂里的蓝志一（38号）、李渊如（26号）、汪佩真、张愚之（12号）四位同工，因不参加三自组织而被捕，被打成“倪柝声反革命集团”的骨干分子，被判刑10年，押解青海德令哈劳改农场劳动改造，在劳改营中度过可怕的大饥荒，虽然饥寒交迫，周围死了许多人，他负责管理仓库，坚持不偷吃一粒花生米，却奇迹般的活了下来。家中六个子女，全由蓝师母一人含辛茹苦地抚养成人。1959年，蓝师母病故。

## 晚年在武汉
1968年，蓝志一从青海劳改农场释放后，返回家人居住地武汉；被分配在湖北省建筑机械厂清洗厕所、疏通下水道，收入仅能糊口。连上中学的小儿子也因无法面对“阶级敌人”而离家出走。
蓝志一不顾子女的再三苦求，始终不肯向政府要求平反，因他认定是“为主受苦”，是“基督徒的荣耀”。
1981年蓝志一離職，晚年住在武汉的半間漏雨的破舊小屋裏，主要精力放在传福音和四处寻找、安慰灰心失望的信徒上。1983年，又曾莫名其妙地被错抓，关押了一年多时间。
1988年3月9日凌晨，蓝志一傳福音回來去世，享年80歲。離世時只留下一個五分硬幣（但他经常慷慨的帮助有需要的人）。遗体两旁挂着一幅挽联：“美好的仗我已经打过了”，“所信的道我已经守住了”（提摩太后书4:7），上面的橫幅寫著：「柔和、謙卑、敬虔、端莊、撇下一切，堅守真道。」。作为他一生恰如其分的总结。